# Richard Cushing
Richard James Cushing (ur. 24 sierpnia 1895 w South Boston, zm. 2 listopada 1970 w Bostonie) – amerykański duchowny katolicki, arcybiskup Bostonu (1944-1970) i kardynał.

## Życiorys
Przyszedł na świat w rodzinie irlandzkich emigrantów. Jego ojciec był kowalem. Ukończył Boston College, a także seminarium Św. Jana w Brighton. Święcenia kapłańskie otrzymał 26 maja 1921 z rąk kardynała Williama O’Connella. W latach 1921–1939 pracował duszpastersko w rodzinnej archidiecezji. 10 czerwca 1939 nominowany biskupem pomocniczym Bostonu. Sakry udzielił kard. O’Connell. W 1944 został jego następcą na urzędzie metropolity. Kapelusz kardynalski otrzymał z rąk Jana XXIII w 1958. Funkcję tę pełnił do 1970, kiedy to złożył rezygnację. Zmarł na raka dwa miesiące później i pochowany został w Bostonie.
Cushing był bliskim przyjacielem rodziny Kennedych. Udzielił ślubu Johnowi Kennedy i Jacqueline Lee Bouvier w 1953. Podczas tej uroczystości odczytał specjalną modlitwę od Piusa XII. Ochrzcił też wiele dzieci należących do tej rodziny. Po śmierci prezydenta Kennedy’ego przewodził uroczystościom pogrzebowym w Waszyngtonie.
Podczas Soboru watykańskiego II odegrał znaczącą rolę przy redagowaniu dokumentu Nostra aetate. Był zwolennikiem zmian soborowych, popierał też ekumenizm.